# Drosophila signata
Drosophila signata este o specie de muște din genul Drosophila, familia Drosophilidae. A fost descrisă pentru prima dată de Oswald Duda în anul 1923.
Este endemică în Taiwan. Conform Catalogue of Life specia Drosophila signata nu are subspecii cunoscute.